# Liste der Monuments historiques in Thuilley-aux-Groseilles
Die Liste der Monuments historiques in Thuilley-aux-Groseilles führt die Monuments historiques in der französischen Gemeinde Thuilley-aux-Groseilles auf.

## Liste der Objekte
| Bezeichnung                                      | Beschreibung | Standort                       | Kennzeichnung | Schutzstatus | Datum | Bild |
| ------------------------------------------------ | --- | ------------------------------ | ------------- | ------------ | ----- | ---- |
| Ausstattung der Kapelle Notre-Dame-de-la-Salette | Altartisch mit Altaraufbau, drei Skulpturen und ein Relief; Holz, und Gips, farbig gefasst, zweite Hälfte des 19. Jahrhunderts | in der Kirche St-Martin (Lage) | PM54001913    | Inscrit      | 2002  |      |